# Нанке, Чеслав
Чеслав Нанке (пол. Czesław Nanke; 13 сентября 1883, Кросно — 26 июня 1950, Краков) — польский историк, картограф, автор учебников, популяризатор. Профессор (1938).

## Биография

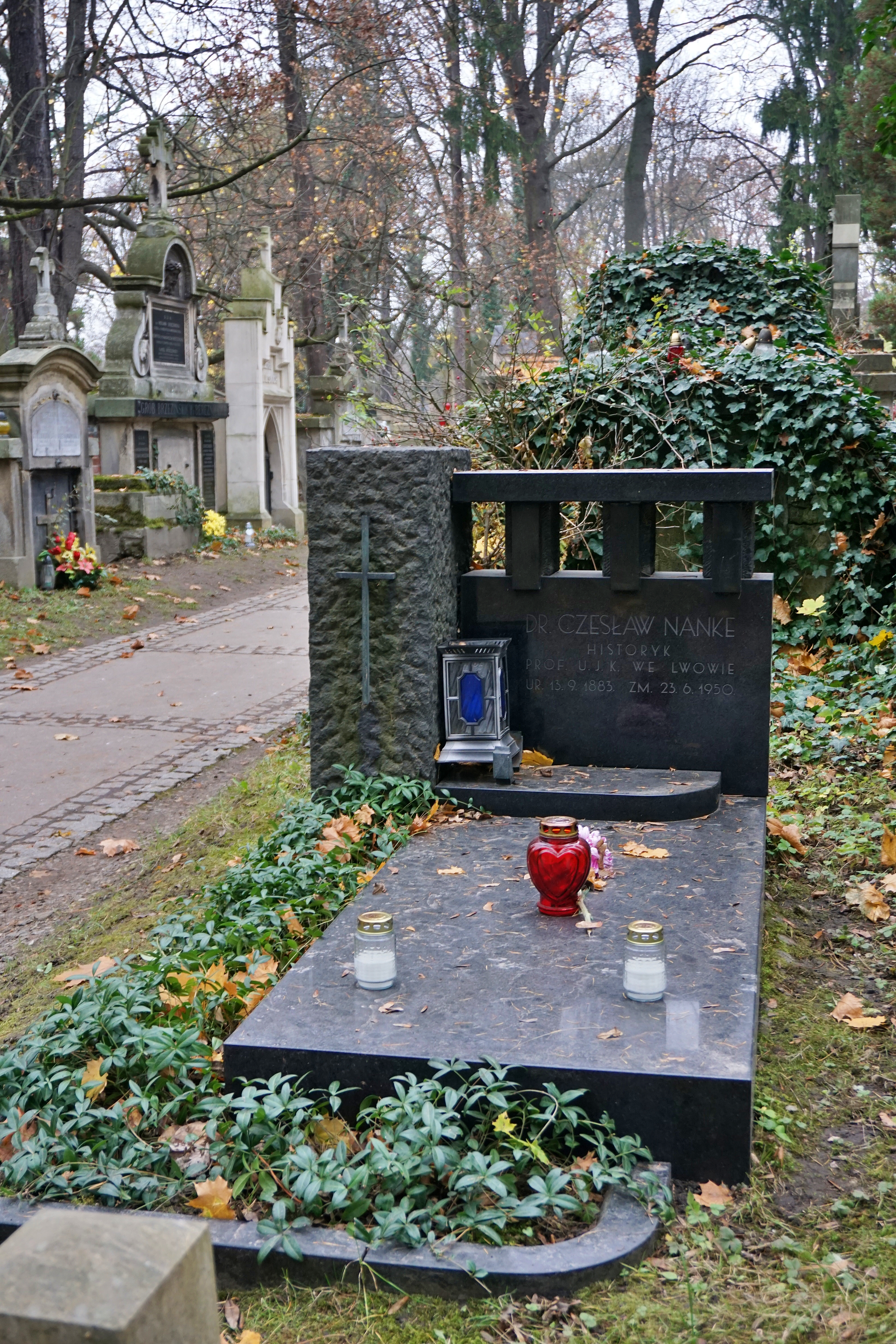
Могила на Раковицкое кладбище Краков.

Происходил из ополяченого немецкой семьи. Родился в г. Кросно (ныне город в Польше) в семье адвоката. Школу и гимназию окончил в г. Самбор. В 1902-1906 изучал право, историю и географию во Львовском университете. В феврале 1907 защитил докторскую диссертацию на тему: «Szlachta wołyńska wobec Konstytucji 3 Maja» (руководитель — профессор Бы.Дембіньський). В 1902-1906 — сотрудник Библиотеки Оссолинских во Львове. Гимназический учитель в Тарнове (1907), Самборе (1907-1913) и Львове (1914-1939). Член Римских археографических экспедиций, организованных Краковской АН (1910-1912, 1921, 1930). Результатом этих экспедиций стал труд «Z dziejów polityki Kurii Rzymskiej wobec Polski (1587-1589)» (1923), на основании защиты которой одержал хабилитацию (1925). В 1925-1939 — преподаватель Львовского университета (с 1938 — профессор).
Автор многих популярных гимназических учебников: «Historia średniowieczna, podręcznik dla klas wyższych szkół średnich» (1923), «Historia nowożytna» (в 2-х част., 1924-1926), «Szkolny atlas historyczny. Dzieje średniowieczne i nowożytne» (1932) и др. Перевел польской «Князя» Никколо Макиавелли и «Антимакиавелли» прусского короля Фридриха II Гогенцоллерна (1920). Член Научного общества во Львове (1920) и Польского исторического общества (1923). В 1941-1944 преподавал в Тайном университете во Львове. В 1945-1947 — преподаватель лицея в Тарнуве. С 1949 — доцент Ягеллонского университета и Школы политический наук в Кракове. Опубликовал «Historia dyplomacji, cz. 1: Rozwój form dyplomatycznych» (1947).
Умер в г. Краков.